# Dmitrij Troitskij
Dmitrij Troitskij (russisk: Дми́трий Алексе́евич Тро́ицкий) (født 30. juli 1971 i Moskva i Sovjetunionen) er en russisk og ukrainsk filminstruktør.

## Filmografi
- Ja ljublju tebja (Я люблю тебя, 2004)[1][2]